# Leigh (Nebraska)
Leigh es una villa ubicada en el condado de Colfax en el estado estadounidense de Nebraska. En el Censo de 2010 tenía una población de 405 habitantes y una densidad poblacional de 256,35 personas por km².

## Geografía
Leigh se encuentra ubicada en las coordenadas 41°42′12″N 97°14′26″O / 41.70333, -97.24056. Según la Oficina del Censo de los Estados Unidos, Leigh tiene una superficie total de 1.58 km², de la cual 1.55 km² corresponden a tierra firme y (1.8%) 0.03 km² es agua.

## Demografía
Según el censo de 2010, había 405 personas residiendo en Leigh. La densidad de población era de 256,35 hab./km². De los 405 habitantes, Leigh estaba compuesto por el 97.04% blancos, el 0% eran afroamericanos, el 0% eran amerindios, el 0% eran asiáticos, el 0% eran isleños del Pacífico, el 2.72% eran de otras razas y el 0.25% pertenecían a dos o más razas. Del total de la población el 3.21% eran hispanos o latinos de cualquier raza.